# Joe Gooch
Pour les articles homonymes, voir Gooch.
Joe Gooch (né le 3 mai 1977, Highbury, Londres) est un guitariste anglais. Il est le guitariste actuel du groupe Hundred Seventy Split et ancien membre de Ten Years After.

## Biographie
Joe Gooch grandit avec des musiques comme le jazz et le blues depuis son plus jeune âge. Vers 13 ans, il commence à s’intéresser de plus en plus à la musique et suit des cours de guitare classique. Cet apprentissage lui est très instructif mais il réalise vite qu'il est plus intéressé par le rock et le blues que par le classique... Il est d'abord très influencé par les héros de son enfance : Jimi Hendrix, Eric Clapton, Led Zeppelin, Buddy Guy et, plus tard, Frank Zappa. Il s'essaye à de divers styles musicaux, toujours à la recherche de nouvelles inspirations et de progrès techniques.
Il rejoint le groupe Ten Years After en 2003, dans lequel il remplace Alvin Lee. Puis, avec leur bassiste Leo Lyons, il fonde son nouveau groupe Hundred Seventy Split, blues/rock tranchant en power trio, accompagnés par le batteur Damon Sawyer. Lyons et Gooch quittent Ten Years After en 2014 pour se consacrer pleinement à Hundred Seventy Split.

## Discographie

### Ten Years After
- 2004 : Now
- 2005 : Roadworks
- 2008 : Evolution
- 2009 : Live at Fiesta City (DVD)

### Hundred Seventy Split
- 2010 : The World Won't Stop
- 2010 : Hundred Seventy Split – Special Edition
- 2014 : H.S.S.

## Source de la traduction
- (en) Cet article est partiellement ou en totalité issu de l’article de Wikipédia en anglais intitulé « Joe Gooch » (voir la liste des auteurs).